# Škoda 17Tr
Škoda 17Tr è un modello poco diffuso di filobus realizzato nell'allora Cecoslovacchia per trasformazione di autobus, modello "Karosa B831".

## Storia
Tale modello è stato commercializzato come prototipo nel 1988, poi qualche esemplare è stato prodotto dal 1989 ai primi anni '90.

## Caratteristiche
È un filobus dalle forme squadrate lungo oltre undici metri, con guida a sinistra, tre porte rototraslanti, grandi finestrini, parabrezza diviso in due parti.

## Diffusione
Tale modello è presente in alcune città della Repubblica Ceca, come Ostrava e Plzeň.